# Кожетин
Кожетин је насеље у Србији у општини Александровац у Расинском округу. Према попису из 2022. има 795 становника (према попису из 2011. било је 912 становника).

## Демографија
У насељу Кожетин живи 696 пунолетних становника, а просечна старост становништва износи 35,9 година (36,8 код мушкараца и 35,0 код жена). У насељу има 294 домаћинства, а просечан број чланова по домаћинству је 3,09.
Ово насеље је великим делом насељено Србима (према попису из 2002. године), а у последња три пописа, примећен је блажи пораст у броју становника.
|  |

| Демографија | Демографија | Демографија |
| Година      | Становника  | Становника  |
| ----------- | ----------- | ----------- |
| 1948.       | 312         |             |
| 1953.       | 355         |             |
| 1961.       | 350         |             |
| 1971.       | 504         |             |
| 1981.       | 885         |             |
| 1991.       | 888         | 846         |
| 2002.       | 907         | 936         |
| 2011.       | 912         |             |
| 2022.       | 795         |             |

| Етнички састав према попису из 2002.‍ | Етнички састав према попису из 2002.‍ | Етнички састав према попису из 2002.‍ | Етнички састав према попису из 2002.‍ | Етнички састав према попису из 2002.‍ |
| ------------------------------------ | ------------------------------------ | ------------------------------------ | ------------------------------------ | ------------------------------------ |
|                                      |                                      |                                      |                                      |                                      |
| Срби                                 | Срби                                 |                                      | 862                                  | 95,03%                               |
| Роми                                 | Роми                                 |                                      | 33                                   | 3,63%                                |
| Македонци                            | Македонци                            |                                      | 3                                    | 0,33%                                |
| Црногорци                            | Црногорци                            |                                      | 2                                    | 0,22%                                |
| Хрвати                               | Хрвати                               |                                      | 2                                    | 0,22%                                |
| Југословени                          | Југословени                          |                                      | 2                                    | 0,22%                                |
| непознато                            | непознато                            |                                      | 2                                    | 0,22%                                |

| Година пописа     | 1948. | 1953. | 1961. | 1971. | 1981. | 1991. | 2002. |
| ----------------- | ----- | ----- | ----- | ----- | ----- | ----- | ----- |
| Број домаћинстава | 71    | 78    | 91    | 156   | 276   | 246   | 294   |

| Број чланова      | 1  | 2  | 3  | 4  | 5  | 6  | 7 | 8 | 9 | 10 и више | Просек |
| ----------------- | -- | -- | -- | -- | -- | -- | - | - | - | --------- | ------ |
| Број домаћинстава | 45 | 65 | 57 | 91 | 20 | 15 | 1 | 0 | 0 | 0         | 3,09   |

| Пол    | Укупно | Неожењен/Неудата | Ожењен/Удата | Удовац/Удовица | Разведен/Разведена | Непознато |
| ------ | ------ | ---------------- | ------------ | -------------- | ------------------ | --------- |
| Мушки  | 359    | 94               | 246          | 13             | 5                  | 1         |
| Женски | 366    | 71               | 244          | 37             | 11                 | 3         |
| УКУПНО | 725    | 165              | 490          | 50             | 16                 | 4         |

| Пол    | Укупно                    | Пољопривреда, лов и шумарство | Рибарство                            | Вађење руде и камена | Прерађивачка индустрија       |
| ------ | ------------------------- | ----------------------------- | ------------------------------------ | -------------------- | ----------------------------- |
| Мушки  | 192                       | 18                            | 0                                    | 0                    | 86                            |
| Женски | 142                       | 15                            | 0                                    | 0                    | 54                            |
| УКУПНО | 334                       | 33                            | 0                                    | 0                    | 140                           |
| Пол    | Производња и снабдевање   | Грађевинарство                | Трговина                             | Хотели и ресторани   | Саобраћај, складиштење и везе |
| Мушки  | 4                         | 13                            | 17                                   | 2                    | 5                             |
| Женски | 3                         | 0                             | 14                                   | 3                    | 2                             |
| УКУПНО | 7                         | 13                            | 31                                   | 5                    | 7                             |
| Пол    | Финансијско посредовање   | Некретнине                    | Државна управа и одбрана             | Образовање           | Здравствени и социјални рад   |
| Мушки  | 0                         | 1                             | 10                                   | 7                    | 5                             |
| Женски | 2                         | 1                             | 9                                    | 11                   | 16                            |
| УКУПНО | 2                         | 2                             | 19                                   | 18                   | 21                            |
| Пол    | Остале услужне активности | Приватна домаћинства          | Екстериторијалне организације и тела | Непознато            | Непознато                     |
| Мушки  | 9                         | 0                             | 0                                    | 15                   | 15                            |
| Женски | 3                         | 0                             | 0                                    | 9                    | 9                             |
| УКУПНО | 12                        | 0                             | 0                                    | 24                   | 24                            |